# Allgemeine Musikgesellschaft (Basel)

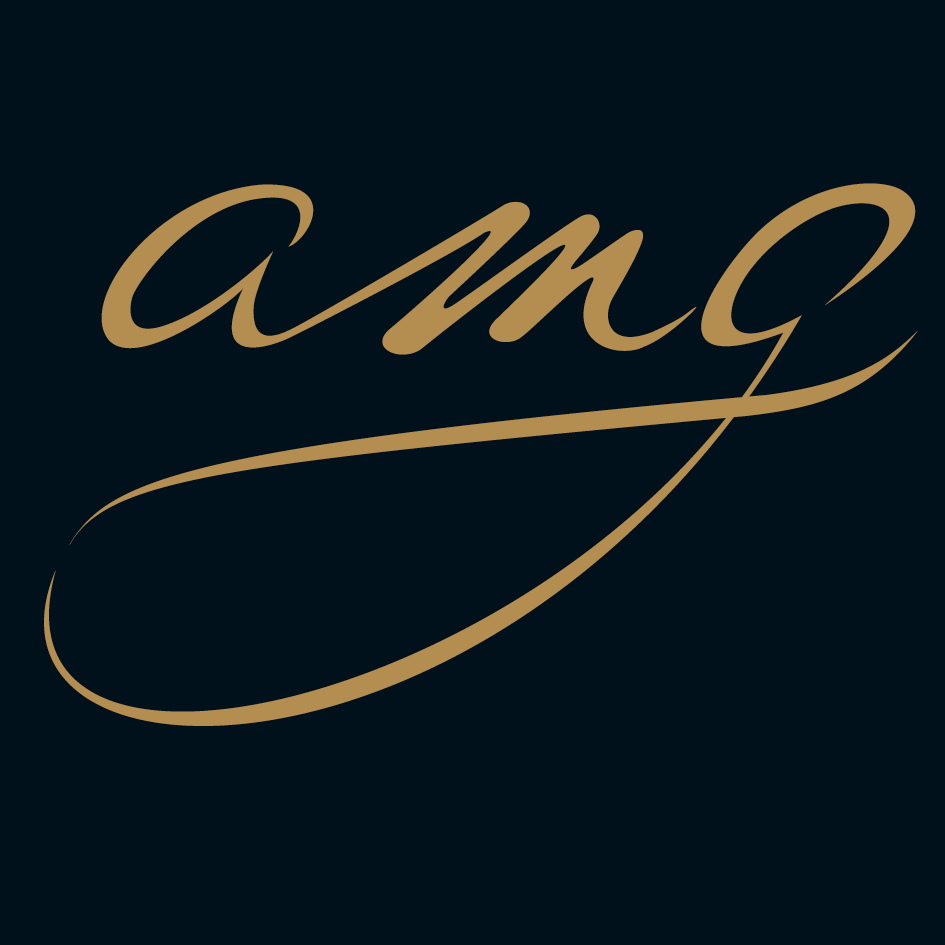
Signet der Gesellschaft

Die Allgemeine Musikgesellschaft wurde 1876 gegründet und  bezweckt die Pflege und Förderung der Musik in der Stadt Basel, insbesondere durch Veranstaltung von Konzerten. Der Schwerpunkt der Veranstaltungen liegt bei klassischen Sinfoniekonzerten, die meist im «Musiksaal» des Stadtcasinos aufgeführt werden.
Die Allgemeine Musikgesellschaft entstand 1876 durch die Vereinigung der «Concertgesellschaft» und des «Capell-Vereins», die seit 1826 beziehungsweise 1855 das öffentliche Musikleben dominiert hatten. Die Fusion war durch den Bau des Musiksaals veranlasst worden, der die damals benutzten, akustisch ungeeigneten Räume des Stadtcasinos ersetzte. Die Allgemeine Musikgesellschaft vereinigte in sich die Rolle von Konzertveranstalter und Orchesterträger bis 1921, als wirtschaftliche Probleme nach dem Ersten Weltkrieg zu einer anderen Lösung zwangen. Das Orchester (seit 1996 Sinfonieorchester Basel) wurde ausgegliedert und in die vom Staat subventionierte «Basler Orchester-Gesellschaft» (seit 2011 «Stiftung Sinfonieorchester Basel») übergeführt. Die Allgemeine Musikgesellschaft, bekannt auch unter dem Kürzel «AMG», ist seit ihrer Gründung bis heute der wichtigste Veranstalter für klassische Konzerte in Basel. Christophe Sarasin ist seit 2014 Präsident der Allgemeinen Musikgesellschaft.